# 9941 Iguanodon

9941 Iguanodon

9941 Iguanodon eller 1989 CB3 är en asteroid i huvudbältet som upptäcktes den 4 februari 1989 av den belgiske astronomen Eric W. Elst vid La Silla-observatoriet. Den är uppkallad efter dinosaurien Iguanodon.
Asteroiden har en diameter på ungefär 3 kilometer.